# Twice Told Tales (album)
Twice Told Tales è un album in studio del gruppo musicale statunitense 10,000 Maniacs, pubblicato nel 2015.
Si tratta di un disco di cover di canzoni del repertorio tradizionale folk britannico, eccetto l'inedito The Song of Wandering Aengus.

## Tracce
1. Lady Mary Ramsey I
2. The Song of Wandering Aengus
3. She Moved Through the Fair
4. Dark Eyed Sailor
5. Misty Moisty Morning
6. Bonny May
7. Canadee-I-O
8. Do You Love an Apple?
9. Greenwood Sidey
10. Carrickfergus
11. Death of Queen Jane
12. Wild Mountain Thyme
13. Marie's Wedding
14. Lady Mary Ramsay II

## Formazione

### Gruppo
- Jerome Augustyniak – batteria, percussioni
- Dennis Drew – tastiere
- Jeff Erickson – chitarra, voce
- Steve Gustafson – basso
- Mary Ramsey – violino, viola, voce

### Altri musicisti
- John Lombardo – chitarra
- Susan Ramsey – violino
- Bryan Eckenrode – violoncello
- Armand John Petri – mellotron